# Doreen Javier Ibarra

Doreen Javier Ibarra es un político uruguayo perteneciente al Frente Amplio. Vicepresidio y presidió el Consejo Directivo del SODRE en durante la segunda presidencia de Tabaré Vázquez.

## Biografía
Hijo de un sastre, aprendió el oficio del padre, y también fue empleado bancario.
En 1962 participó de la fundación del Frente Izquierda de Liberación (FIDEL), un movimiento de integración de fuerzas de izquierda. En 1971 se integra al Frente Amplio. En febrero de 1990 ingresa al Parlamento, siendo reelecto varias veces.
En el 2º periodo de la XLVII Legislatura le correspondió la 4ª vicepresidencia de la Cámara de Diputados.